# FC Girondins de Bordeaux
FC Girondins de Bordeaux är en fotbollsklubb i Bordeaux i Frankrike. I klubben har spelare som Christophe Dugarry, Bixente Lizarazu, Alain Giresse, Jean Tigana och Zinedine Zidane spelat. Laget har mörkblå tröjor och känns igen på det karaktäristiska V:et på tröjorna. Klubben har vunnit Ligue 1 (det vill säga blivit fransk mästare) sex gånger; 1950, 1984, 1985, 1987, 1999 och 2009.
Från och 23 maj 2015 flyttade Bordeaux sina hemmamatcher från Stade Chaban-Delmas till den nybyggda Matmut Atlantique. Den 25 juli 2024 meddelades att klubben försatts i konkurs. Därmed  lämnade alla spelare klubben med omedelbar verkan, och träningsanläggningen stängdes.

## Spelare

### Truppen 2023/2024
| Nr | Land           | Pos | Namn                                |
| -- | -------------- | --- | ----------------------------------- |
| 1  | Sverige        | MV  | Karl-Johan Johnsson                 |
| 4  | Kamerun        | F   | Malcom Bokele                       |
| 5  | Frankrike      | F   | Yoann Barbet                        |
| 6  | Ukraina        | MF  | Danylo Ihnatenko                    |
| 7  | Frankrike      | MF  | Jérémy Livolant                     |
| 8  | Mali           | MF  | Issouf Sissokho                     |
| 9  | Slovenien      | A   | Žan Vipotnik                        |
| 10 | Frankrike      | MF  | Gaëtan Weissbeck (lån från Sochaux) |
| 11 | Rumänien       | A   | Alexi Pitu                          |
| 13 | Polen          | MV  | Rafał Strączek                      |
| 14 | Kongo-Kinshasa | F   | Vital Nsimba                        |
| 17 | Honduras       | A   | Alberth Elis                        |
| 18 | Frankrike      | MF  | Emmanuel Biumla                     |

| Nr | Land       | Pos | Namn                |
| -- | ---------- | --- | ------------------- |
| 19 | Gabon      | F   | Jacques Ekomié      |
| 20 | Spanien    | MF  | Pedro Díaz          |
| 22 | Frankrike  | MF  | Mathias De Amorim   |
| 24 | Frankrike  | F   | Harisson Marcelin   |
| 26 | Frankrike  | MF  | Emeric Depussay     |
| 30 | Georgien   | MF  | Zuriko Davitasjvili |
| 34 | Frankrike  | F   | Clément Michelin    |
| 40 | Frankrike  | MV  | Alane Bedfian       |
| 72 | Frankrike  | MF  | Yohan Cassubie      |
| 81 | Frankrike  | A   | Marvin De Lima      |
| 91 | Frankrike  | A   | David Tebili        |
| 97 | Guadeloupe | MV  | Davy Rouyard        |
| 99 | Kanada     | MV  | Grégoire Swiderski  |

### Utlånade spelare
| Nr | Land      | Pos | Namn                                       |
| -- | --------- | --- | ------------------------------------------ |
|    | Frankrike | F   | Johaneko Louis-Jean (i Lugo)               |
|    | Frankrike | MF  | Logan Delaurier-Chaubet (i Quevilly-Rouen) |
|    | Benin     | MF  | Lenny Pirringuel (i Pau)                   |

| Nr | Land      | Pos | Namn                      |
| -- | --------- | --- | ------------------------- |
|    | Frankrike | MF  | Tom Lacoux (i Famalicão)  |
|    | Senegal   | A   | Aliou Badji (i Gaziantep) |